# E/OS
E/OS (Emulator Operating System) は仮想マシンである。
E/OSは主にLinuxカーネル、QEMU、XFree86、そしてWineをベースにしており、いくつかのOSの代わりになることを目的としている。以下にそれを示す：Windows、Mac OS、BeOS、OS/2、DOS、Linuxである。
E/OSのゴールは 他のOSを実際にインストールせずにそのOS向けのプログラムを実行できるようにする事である。従ってフリーなOSの選択肢の中で全てのプログラムが実装されなければならない。
バージョン0.2.8で、E/OSは様々な家庭用ゲーム機をエミュレートするためにMESSと統合し、そのためゲーム機のために違ったエミュレータを入手する必要がなくなった。

## 歴史
このプロジェクトは1995年にフリーなDOSの完成とともに始まった。1998年まではもっぱらFreeDOS上であったが、それ以来SEAL GUI上になった。2000年にE/OSプロジェクトはBeOS、Windows、Mac OS、OS/2、MS-DOS、Linuxを含む複数のプラットフォーム向けに書かれたプログラムを、同じコンピューター上で同時に走らせることのできるシステムを作るために、より大きな方向へ進み出した。

### バージョン

#### 0.2.9
2006年12月28日にバージョン0.2.9が登場した。ユーティリティーのigetによるアップデートのしやすさが向上し、E/OSの外部からアプリケーションを実行することがサポートされ、マルチメディアやネットワークもサポートされた。そしてxlibmesaによってE/OSのWindows API向けの3Dがサポートされた。

#### 0.2.7
2006年5月16日にバージョン0.2.7が登場した。新しいGUIと言語の選択肢として英語とスペイン語が追加された。このリリースではWindows 9x/XP上でのインストールが可能になり更なるネットワークサポートが追加された。

#### 0.2.6
2006年3月23日にバージョン0.2.6が登場した。QEMUイメージとしてWindows、Linux、FreeBSD、OpenBSD、Darwin、BeOS上での実行が可能になった。このリリースはLinux、FreeBSDでのプログラムと完全に互換性が保たれている。Unixシステムとext2ファイルシステムが新たにサポートされた。

#### 0.2.5C
2005年7月27日にバージョン0.2.5Cが登場した。包括的なネットワークサポートやよりよいLinux互換性のための第一歩となった。初めてCDで入手可能となった。

#### 0.2.5B
2005年3月9日にバージョン0.2.5Bが登場した。新しいカーネル205を改善した。このリリースではWindows、Linux、DOS、Mac OS（部分的）に対してのサポートが追加された。

## 状況
このプロジェクトは現在ベータ版であり、誰もが簡単に使用できる訳ではない。しかしながら、安定性と自動的なハードウェア認識は十分なものになっている。
バージョン0.2.5B（ベータ2）のリリース以来、全てのリリースはLive CDとして入手可能である。バージョン0.2.6以来、QEMUはE/OSのサポートとセットになっている。